# Stellan Sagvik
Stellan Sagvik (né le 25 juillet 1952) à Örebro, est un compositeur suédois de musique classique contemporaine. Il a écrit environ 200 œuvres dans des genres variés allant de pièces pour flûte seule à des opéras. Il est depuis 1989 le fondateur et le propriétaire du label suédois NOSAG, lequel est l'un des seuls éditeurs de ses œuvres sur cd.

## Discographie
- After the Passion (nosagcd 008) : Abrí (op169), My mystress' eyes (op178a), Amandi (op164), Canticum Szeretni Canticum (op176)
- Our church burnt, but we built (nosagcd 009) : De Profundis Catharinae (op155)
- For films forchestra (nosagcd 011) : Le voyeur (op78), Ritualen (op73), Paidorch (op141b), Metamora (op130)
- Missa Maria Magdalena (nosagcd 017 & nosagcd 137) : Missa Maria Magdalen (op181)
- Stellan Sagviks Landskap (nosagcd 2028) : Skånsk Concertino, Blekingsk Concertino, Bohuslänsk Concertino, Närkisk Concertino, Sörmländsk Concertino, Trioconcertino, Uppländsk Concertino, Värmländsk Concertino, Ångermanländsk Concertino, Norrbottnisk Concertino (op114a - op114j)
- Kinga Práda : Kingám (nosagcd 029)